# Feliks Janiewicz

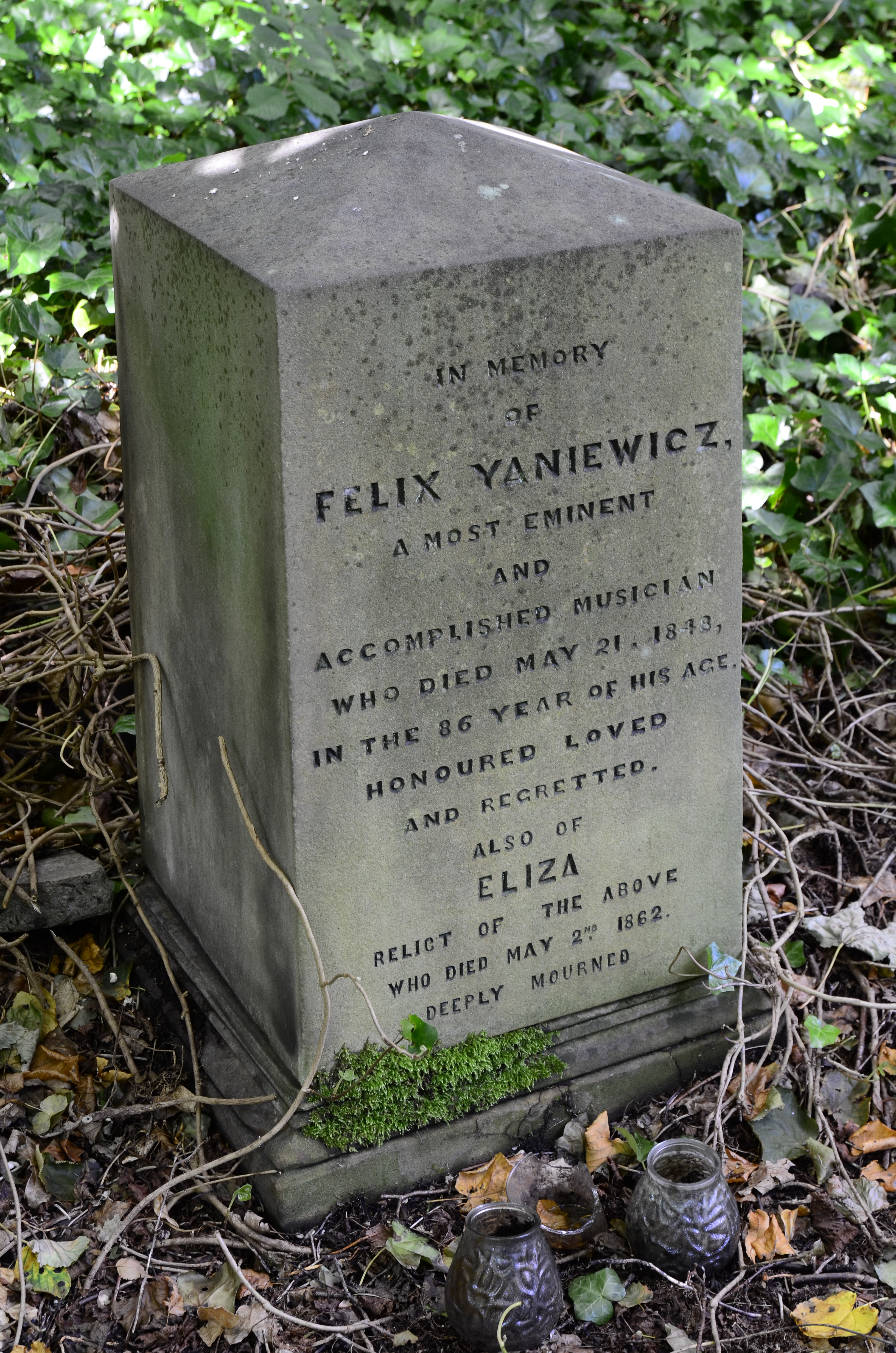
Grób Feliksa Janiewicza na cmentarzu Warriston w Edynburgu.

Feliks Janiewicz, także Felix Yaniewicz (ur. 1762 w Wilnie, zm. 21 maja 1848 w Edynburgu) – polski skrzypek, kompozytor, dyrygent, pedagog, organizator życia muzycznego.
Wysoki poziom gry na skrzypcach osiągnął Janiewicz już we wczesnej młodości. W 1784 uzyskał stypendium królewskie, które pozwoliło mu na podróż po Europie Zachodniej. W czasie swojego pobytu w Wiedniu przypuszczalnie pobierał lekcje kompozycji u Josepha Haydna, ale także kontaktował się z Wolfgangiem Amadeusem Mozartem, który zadedykował mu swoje Andante na skrzypce i orkiestrę (KV 470, druga wersja część II Koncertu skrzypcowego D-dur KV 218).
Kontynuując swoją europejską podróż Janiewicz na dłużej zagościł we Włoszech. Miał tu okazję zetknąć się z wielkimi autorytetami w dziedzinie kompozycji swojej epoki. We Włoszech Janiewicz zadebiutował jako skrzypek solista i tu powstały jego pierwsze kompozycje. Dalsza droga zaprowadziła Janiewicza do Paryża, gdzie koncertował jako solista, a do 1790 był członkiem orkiestry księcia orleańskiego w Paryżu. Być może w 1791 Janiewicz przebywał w Mediolanie, a przed 1792 także w Polsce.
W 1792 Janiewicz przybył do Wielkiej Brytanii. Po raz pierwszy publicznie wystąpił w Londynie 9 lutego. Od początku swego pobytu w Anglii Janiewicz odbywał wiele podróży jako koncertujący skrzypek i kierownik orkiestry.
12 października 1799 ożenił się z Elizą Breeze (zm. 27 maja 1862) i zamieszkał w Liverpoolu, gdzie prowadził aktywną działalność muzyczną, był przez wiele sezonów kierownikiem orkiestry na festiwalach oraz organizował własne cykle koncertów muzyki instrumentalnej. W 1813 był jednym z trzydziestu współzałożycieli Philharmonic Society w Londynie, z którym współpracował do 1815 jako jeden z kierowników orkiestry.
W 1815 przeniósł się do Edynburga, gdzie rozwinął działalność koncertową, m.in. brał udział w festiwalach (1815, 1819 i 1824), prowadził orkiestry koncertów subskrypcyjnych oraz organizował (od 1816) własne cykle koncertowe. W tym czasie występował też w innych miastach Szkocji (m.in. Glasgow, Aberdeen, Dundee) i Irlandii. W 1831 Janiewicz wycofał się z działalności koncertowej. Na temat ostatniego okresu jego życia brak informacji. Pochowany został na Warriston Cemetery w Edynburgu. Janiewicz miał dwie córki – starsza, Felicja, była pianistką i śpiewaczką, młodsza, Paulina – harfistką; syn Janiewicza, Felix, był znanym dentystą chirurgiem.

## Dzieła
- Pięć koncertów skrzypcowych:
  - I koncert F-dur (ok. 1788)
  - II koncert E-dur (ok. 1788)
  - III koncert A-dur (ok. 1791)
  - IV koncert A-dur (ok. 1797)
  - V koncert e-moll (ok. 1803)
- Koncert fortepianowy (ok. 1800)
- Sześć trio na dwoje skrzypiec i wiolonczelę
- Sześć divertimenti na dwoje skrzypiec

oraz utwory kameralne, utwory fortepianowe i pieśni.